# Tierra de nadie (álbum)
Tierra de nadie es el quinto álbum de estudio la banda española de heavy metal Barón Rojo, se publicó en 1987 por el sello Chapa Discos; la producción de este álbum se realizó por Joaquín Torres. Las sesiones de grabación se efectuaron en "Torres Sonido" de Torrelodones (Madrid) durante los meses de marzo, abril y mayo de 1987.
Tuvo colaboración en los teclados de "Tierra de nadie" Miguel Ángel Collado y en la introducción de "El pedal" tocó la guitarra Joaquín Torres (que además es el productor). La portada sería creada por Cero 4/Julio diez.
Este disco contó con una edición oficial en Corea del Sur por Si-Wan-Records lanzada en diciembre de 1993, y como curiosidad hay que indicar que el libreto interior está formado por una biografía del grupo en alfabeto coreano. Los cortes de difusión fueron "Pico de oro", acompañada de "El pedal", y "Tierra de nadie", con "El precio del futuro" como cara B.

## Canciones
1. "Pico de oro" (José Luis Campuzano, Hermes Calabria, Carolina Cortés) - 5:15
2. "El pedal" (Armando de Castro, Carlos de Castro) - 5:26
3. "La voz de su amo" (Carlos de Castro, Armando de Castro) - 4:42
4. "Tierra de nadie" (José Luis Campuzano, Carolina Cortés) - 6:33
5. "Señor Inspector" (José Luis Campuzano, Hermes Calabria, Carolina Cortés) - 4:01
6. "Sombras en la noche" (Carlos de Castro, Armando de Castro) - 6:00
7. "Pobre Madrid" (José Luis Campuzano, Carolina Cortés) - 5:10
8. "El precio del futuro" (Armando de Castro, Carlos de Castro) - 7:43

## Personal
- Armando de Castro: Guitarra solista y rítmica, coros.
- Carlos de Castro: Guitarra solista y rítmica, coros, voz principal en "El pedal", "La voz de su amo", "Sombras en la noche", "El precio del futuro".
- José Luis Campuzano: Bajo, coros, voz principal en "Pico de oro", "Tierra de nadie", "Señor inspector", "Pobre Madrid".
- Hermes Calabria: Batería.
- Miguel Ángel Collado: Teclados en "Tierra de nadie".
- Joaquín Torres: Guitarra en "El pedal".